# Кагріз-е Нов
Кагріз-е Нов (перс. كهريزنو) — село в Ірані, у дегестані Бакерабад, у Центральному бахші, шахрестані Магаллат остану Марказі. За даними перепису 2006 року, його населення становило 0 осіб.

## Клімат
Середня річна температура становить 16,33 °C, середня максимальна – 35,54 °C, а середня мінімальна – -6,13 °C. Середня річна кількість опадів – 186 мм.
| Клімат поселення                              | Клімат поселення | Клімат поселення | Клімат поселення | Клімат поселення | Клімат поселення | Клімат поселення | Клімат поселення | Клімат поселення | Клімат поселення | Клімат поселення | Клімат поселення | Клімат поселення | Клімат поселення |
| Показник                                      | Січ.             | Лют.             | Бер.             | Квіт.            | Трав.            | Черв.            | Лип.             | Серп.            | Вер.             | Жовт.            | Лист.            | Груд.            |                  |
| Середній максимум, °C                         | 11,09            | 14,46            | 18,81            | 24,95            | 29,95            | 34,37            | 35,54            | 34,63            | 30,27            | 24,08            | 17,62            | 11,42            |                  |
| Середня температура, °C                       | 2,48             | 5,85             | 10,20            | 16,33            | 21,33            | 25,78            | 28,96            | 28,03            | 23,68            | 17,50            | 11,02            | 4,80             |                  |
| Середній мінімум, °C                          | −6,13            | −2,76            | 1,59             | 7,72             | 12,72            | 17,16            | 22,37            | 21,44            | 17,08            | 10,91            | 4,43             | −1,78            |                  |
| Норма опадів, мм                              | 32               | 30               | 34               | 22               | 14               | 2                | 1                | 1                | 0                | 8                | 17               | 25               |                  |
| Середньомісячна швидкість вітру, м/с          | 1.44             | 2.10             | 2.68             | 3.06             | 2.81             | 2.62             | 2.73             | 2.50             | 2.26             | 2.20             | 1.55             | 1.58             |                  |
| Середньомісячна сонячна радіація, кДж/м²·день | 9903             | 13064            | 15584            | 18968            | 22690            | 26509            | 25862            | 24349            | 21232            | 15955            | 11649            | 9569             |                  |
| --------------------------------------------- | ---------------- | ---------------- | ---------------- | ---------------- | ---------------- | ---------------- | ---------------- | ---------------- | ---------------- | ---------------- | ---------------- | ---------------- | ---------------- |
| Джерело:                                      |                  |                  |                  |                  |                  |                  |                  |                  |                  |                  |                  |                  |                  |